# Sant Genís d'Er
Sant Genís d'Er és l'església parroquial del poble d'Er, de la comarca de l'Alta Cerdanya, a la Catalunya del Nord.
És en el Carrer de les Dues Esglésies del poble d'Er.

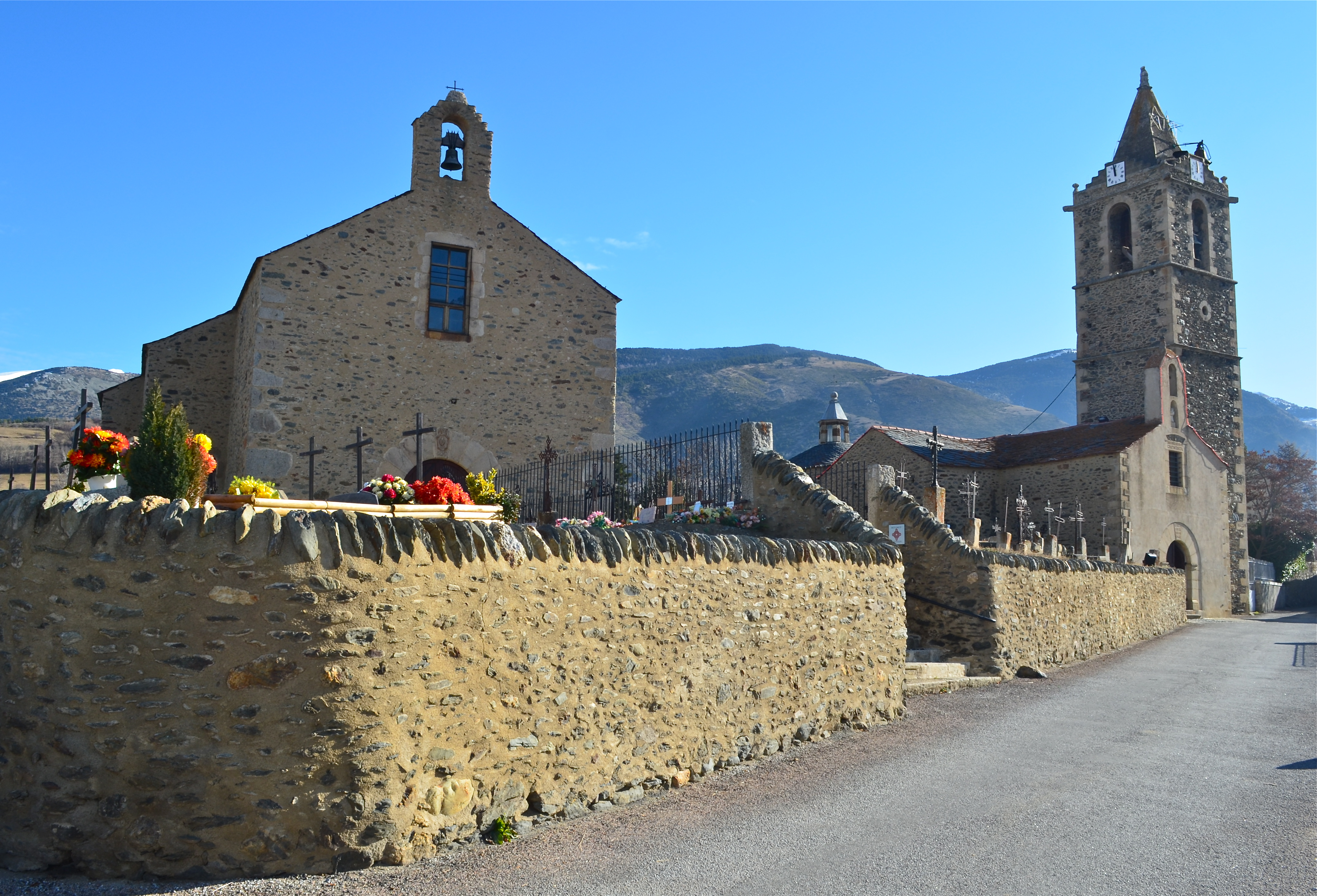
L'església de Sant Genís (a l'esquerra) i el santuari de la Mare de Déu d'Er (a la dreta), amb el cementiri enmig.

Al seu costat hi ha una altra església, el santuari de la Mare de Déu d'Er, situada a poca distància. El conjunt de les dues esglésies i el cementiri ha estat protegit com a monument històric.
L'església, que és esmentada a l'acta de consagració de la catedral d'Urgell, conserva dos retaules, un de dedicat al rosari i l'altre a les ànimes del purgatori.